# Leghia, Cluj
Leghia (în maghiară Jegenye, în germană Tannendorf) este un sat în comuna Aghireșu din județul Cluj, Transilvania, România.

## Date geografice
Altitudinea medie: 543 m.

## Istoric
În Evul Mediu satul a aparținut parohiei din Cluj-Mănăștur, apoi colegiului iezuit din Cluj. Marea majoritate a locuitorilor a rămas, până azi, la confesiunea romano-catolică.

## Demografie
La recensământul din anul 1992 au fost înregistrați 609 locuitori, din care 602 maghiari și 7 români.
Din punct de vedere confesional în 1992 597 persoane s-au declarat romano-catolici, 7 reformați-calvini, 3 ortodocși, 1 unitarian și 1 baptist.

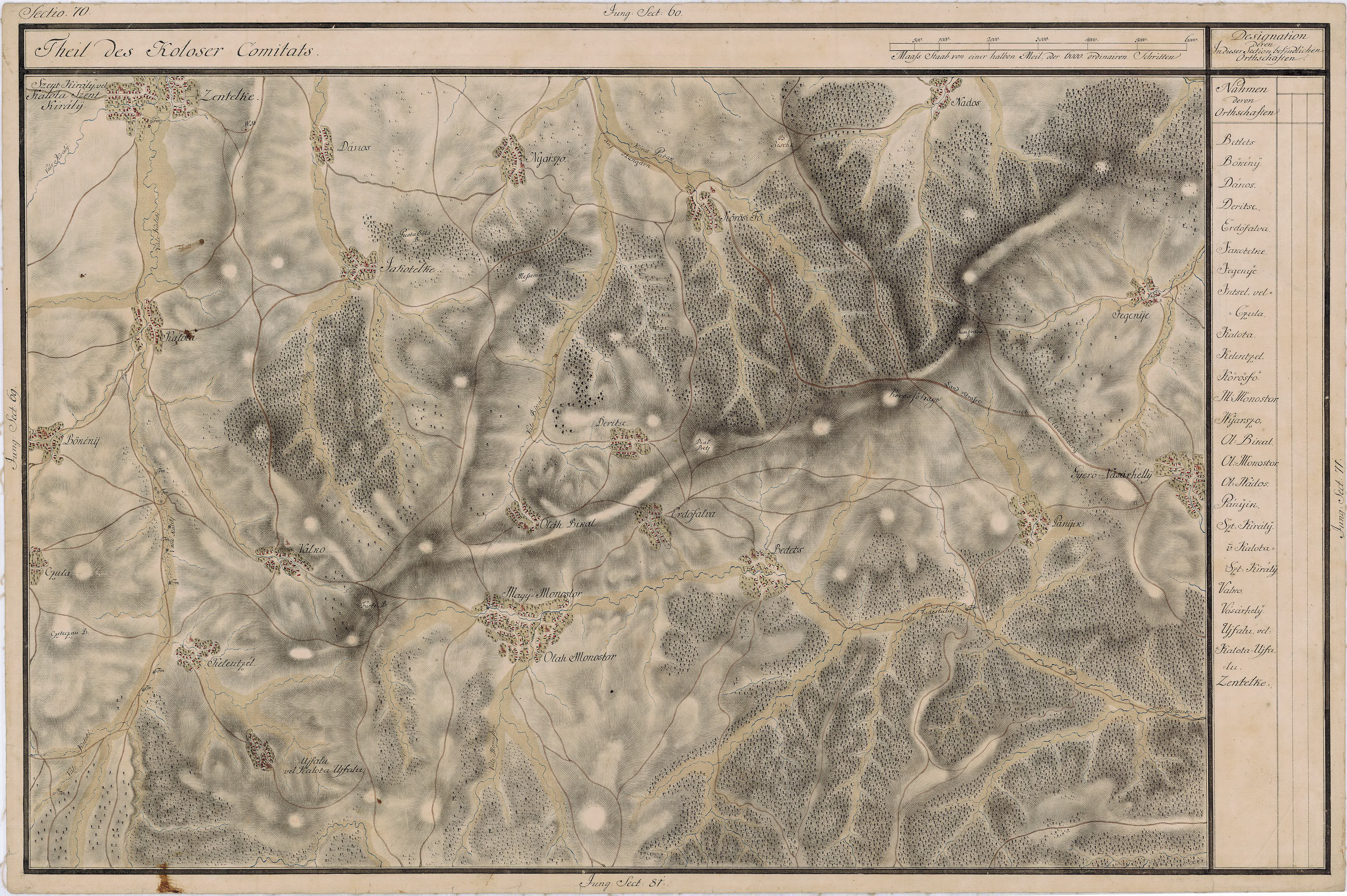
Leghia pe Harta Iosefină a Transilvaniei, 1769-1773

## Lăcașuri de cult
- Biserica Romano-Catolică datează din anul 1481 și poartă hramul Sfântul Mihai. Clopotul bisericii a fost turnat la Sibiu în anul 1552, fiind o capodoperă a tehnicii săsești de fabricare a clopotelor.

## Obiective turistice
- Gipsurile de la Leghia constituie o arie naturală protejată (rezervație, 0,1 ha).

## Personalități
- Ioan Căianu, călugăr franciscan, tipograf și muzicolog (1629-1687)

## Galerie de imagini

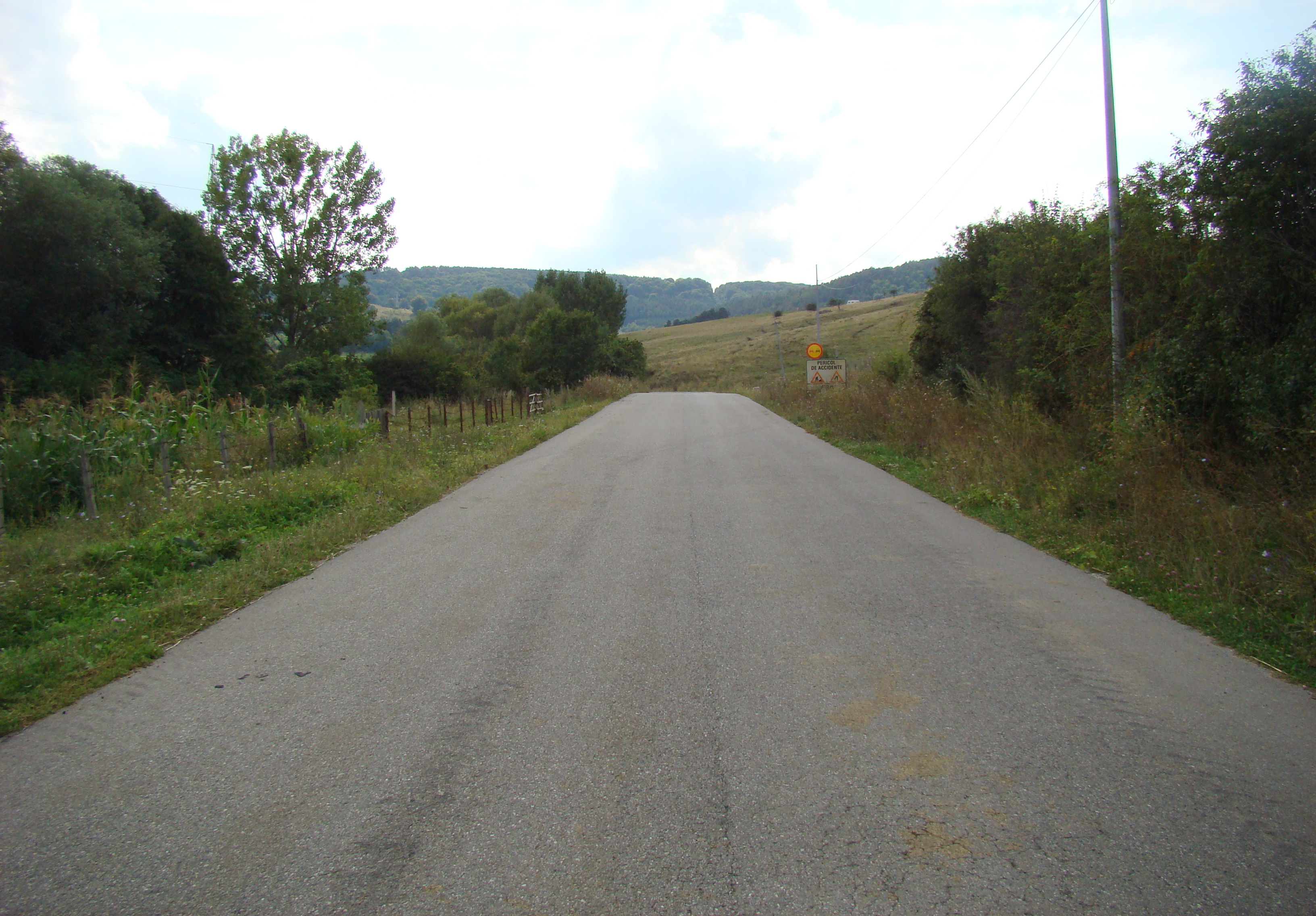
Drumul județean 108C
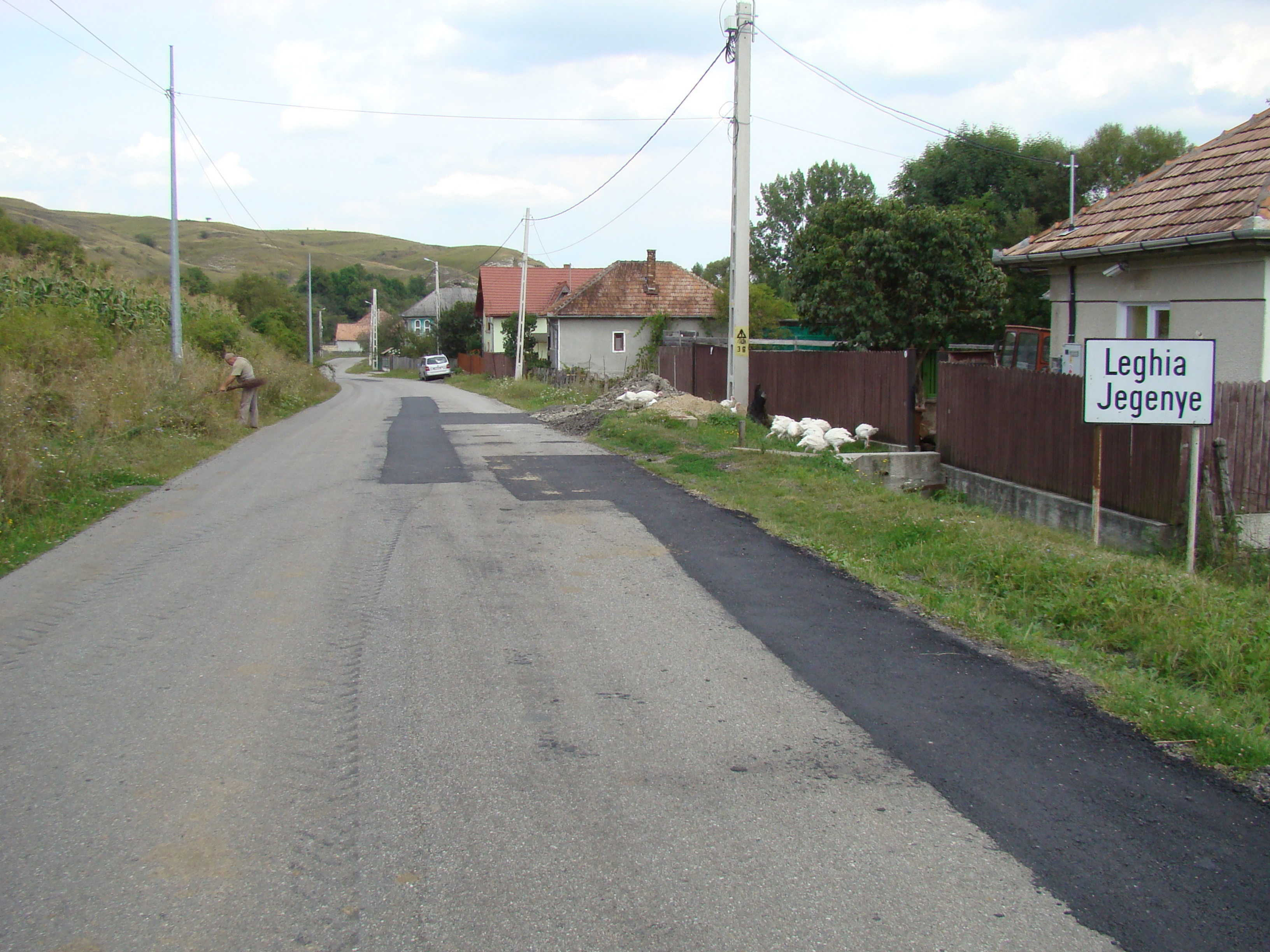
Intrarea în localitate
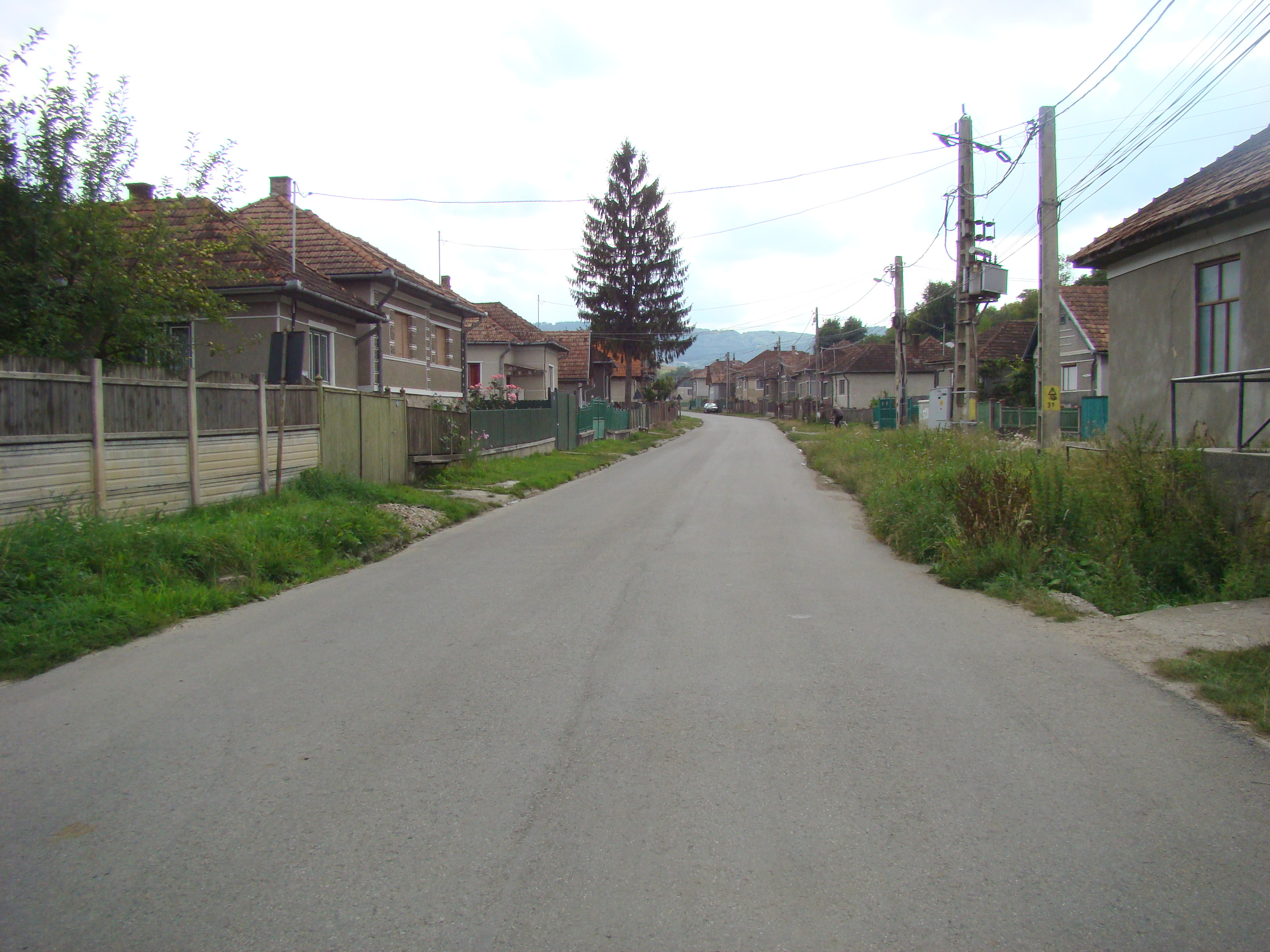
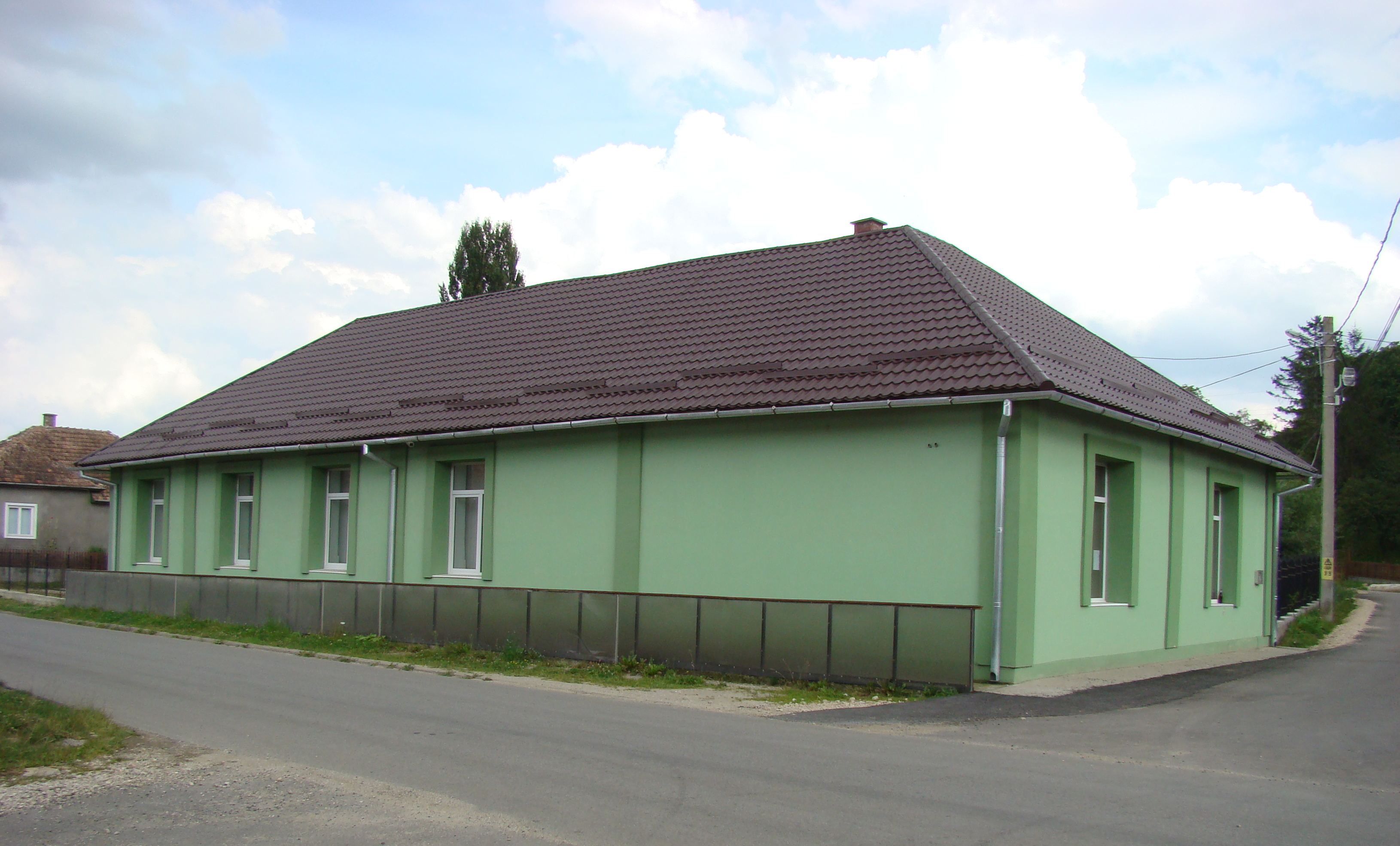
Căminul cultural
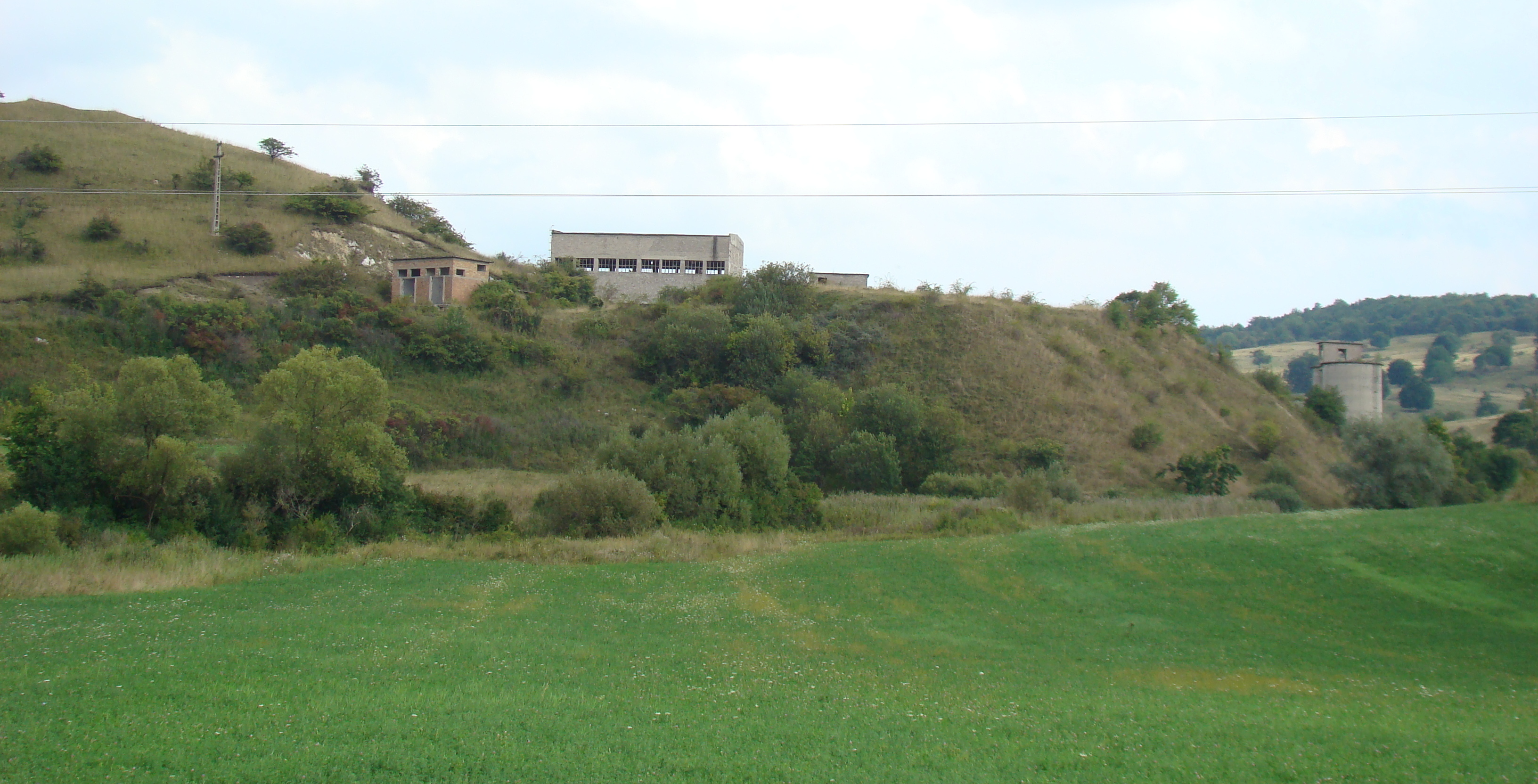
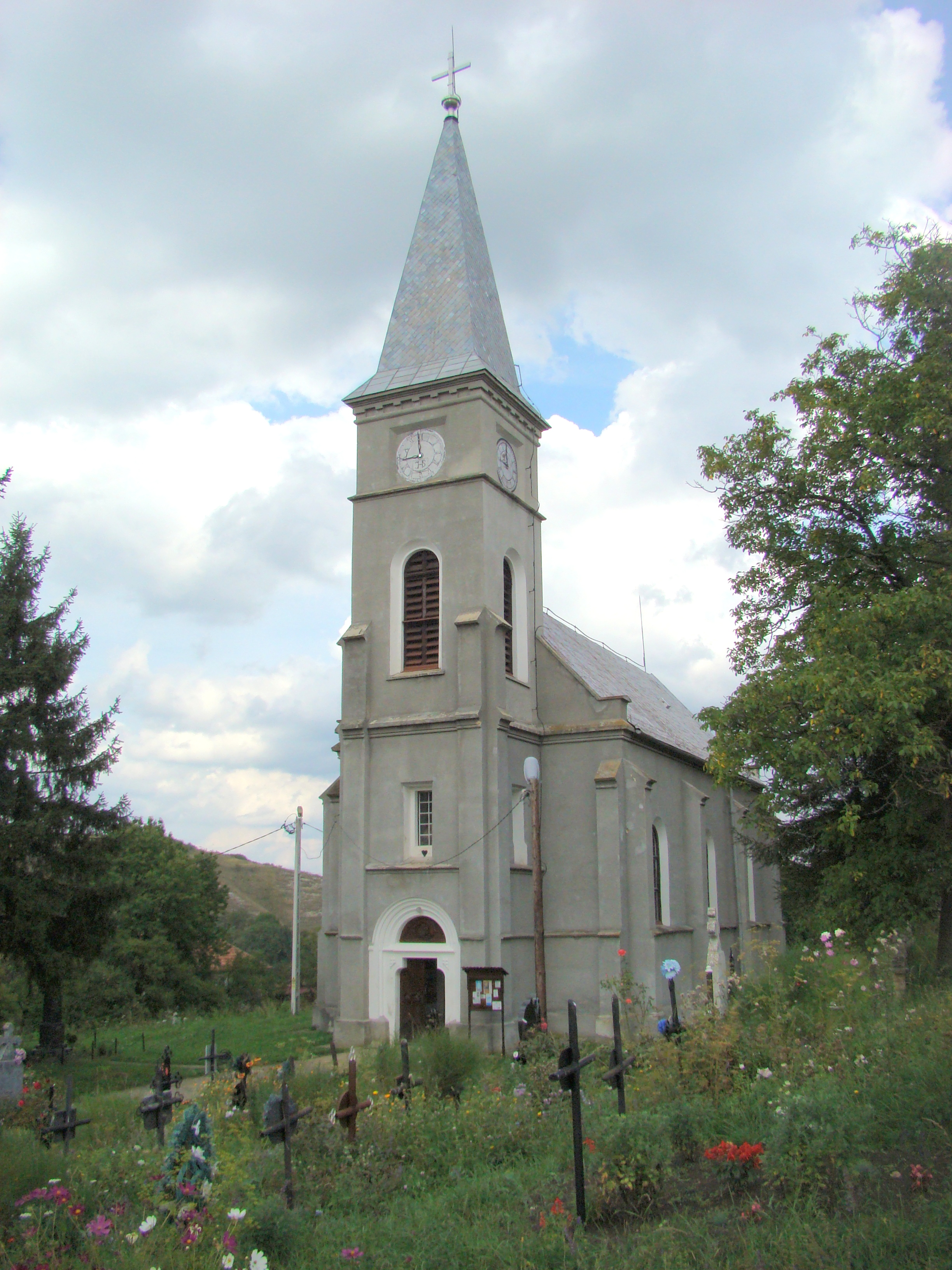
Biserica Romano-Catolică Sfântul Mihai (1481)
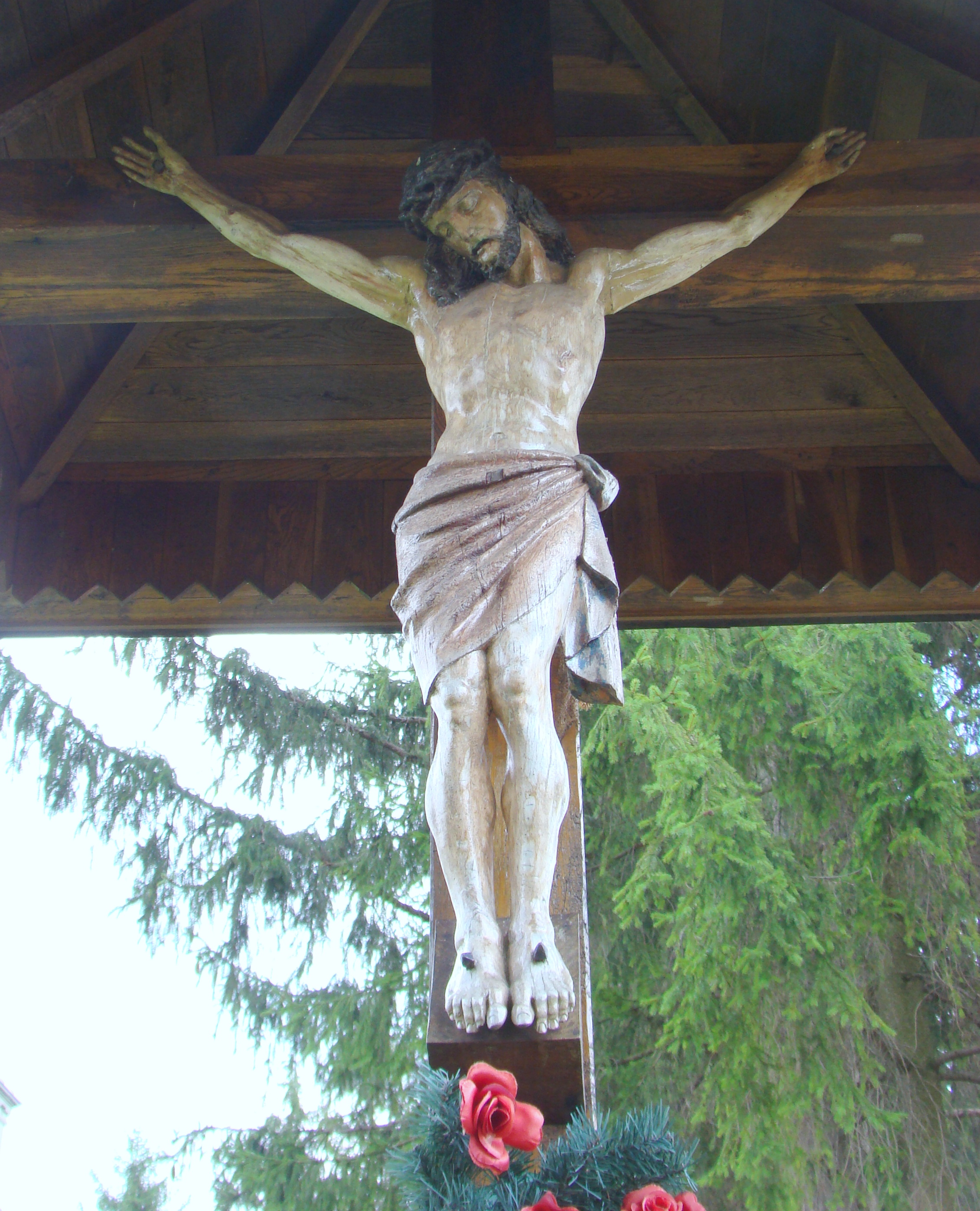
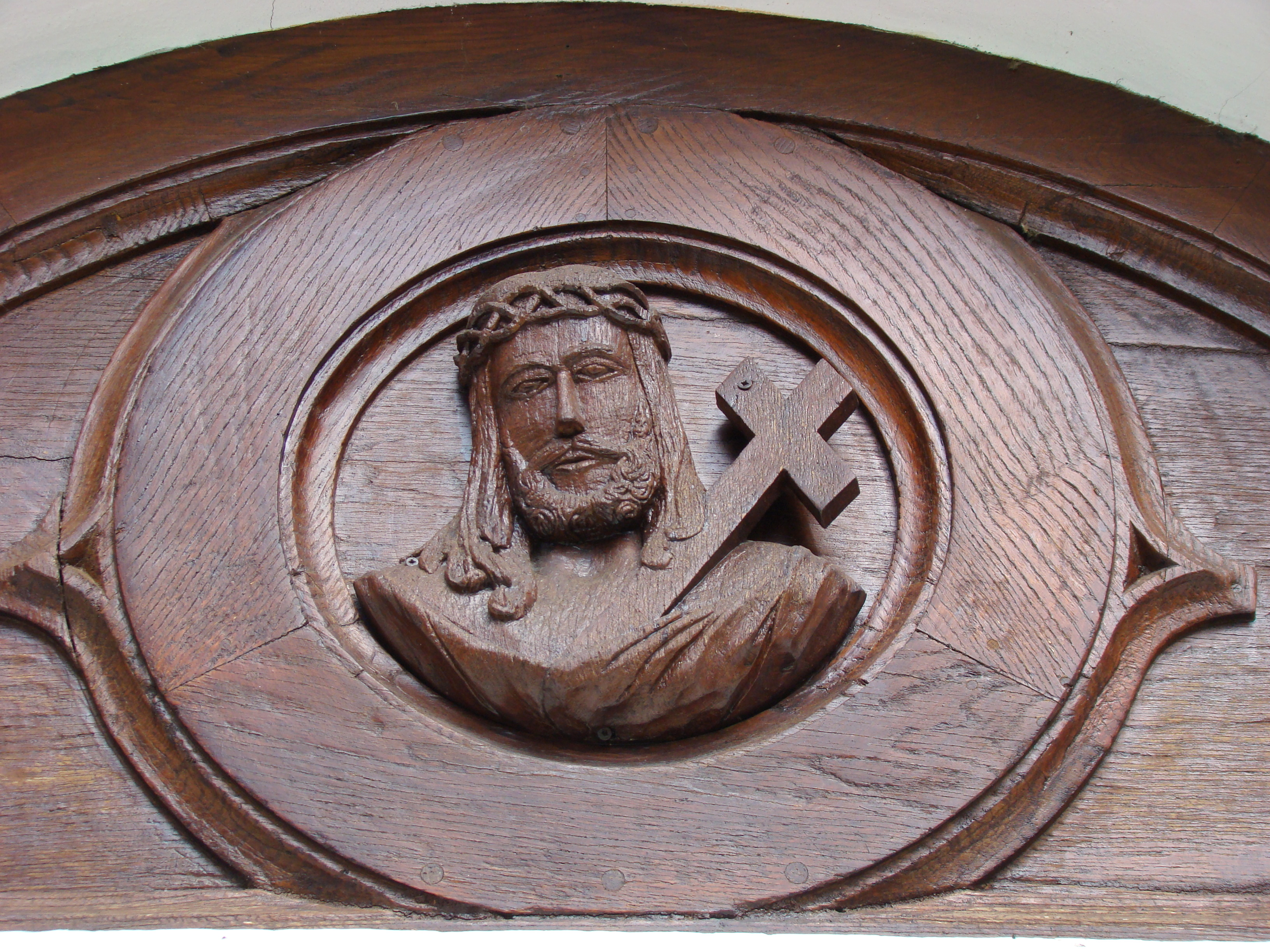
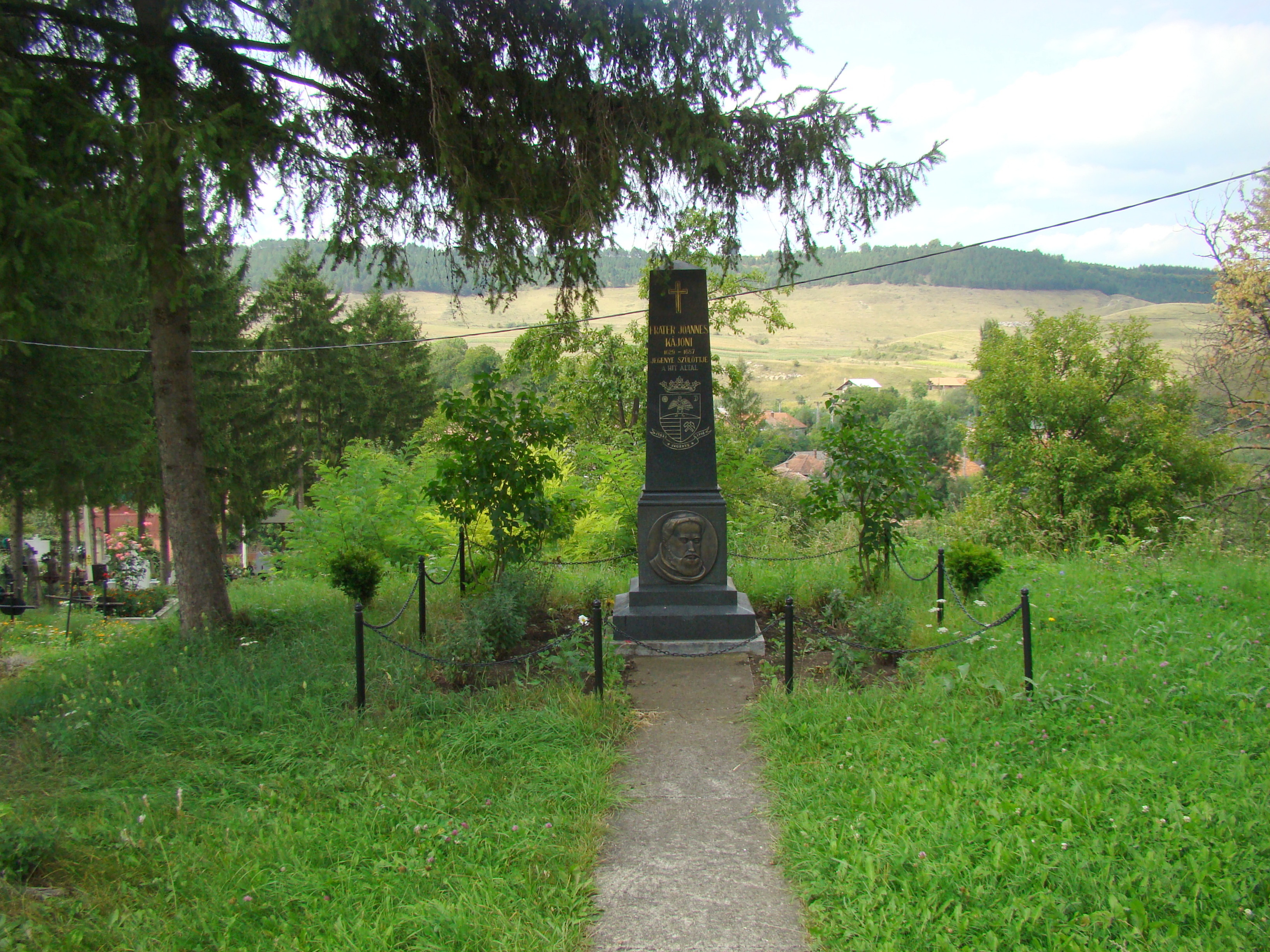
Monumentul ridicat în memoria călugărului franciscan Ioan Căianu
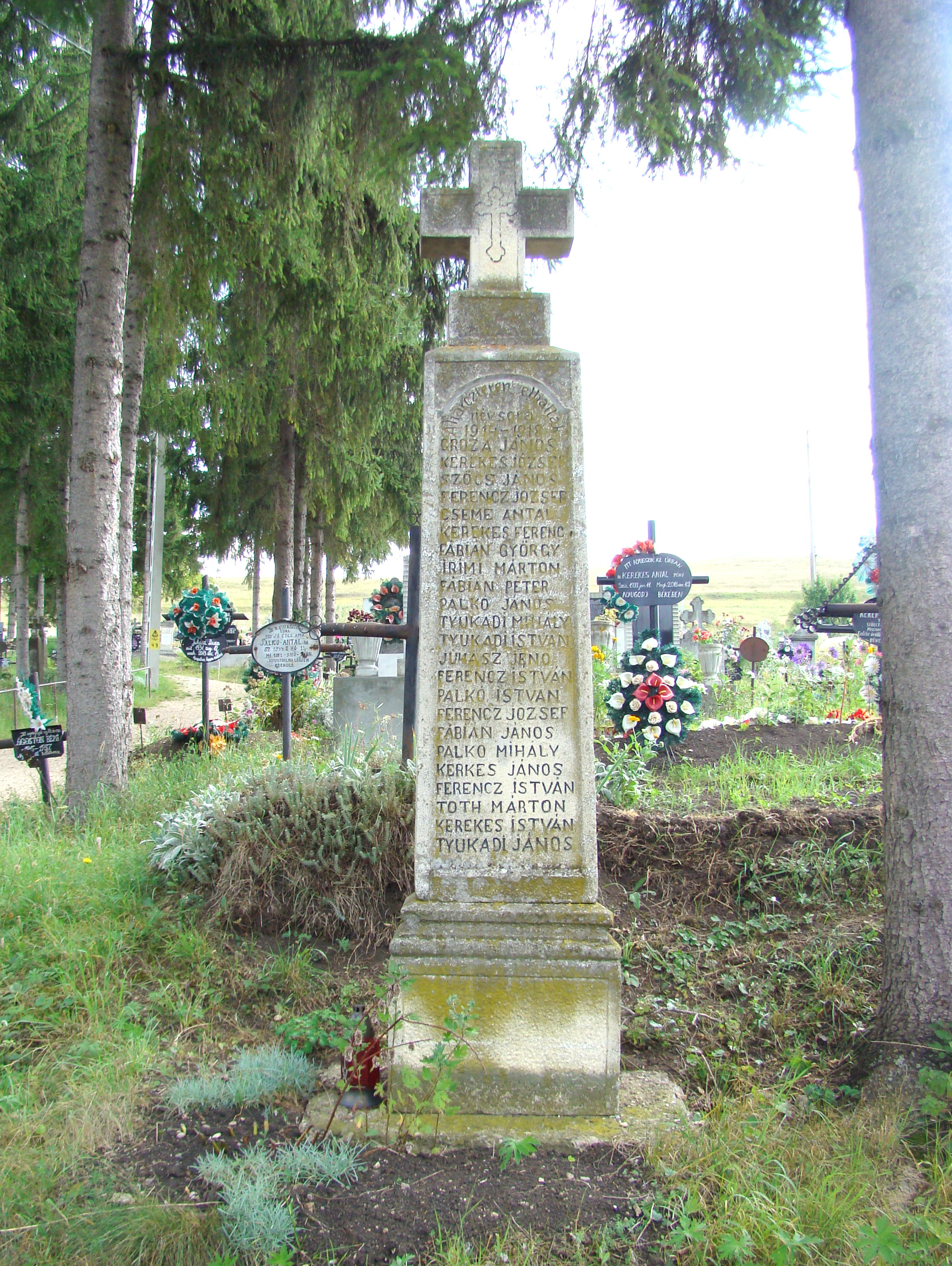
Monumentul Eroilor